# O. Henry-díj
Az O. Henry-díj (The O. Henry Award) az egyetlen amerikai irodalmi díj, melyet kizárólag a kiemelkedő novelláknak és kisregényeknek szánnak. A díjat az irodalmi műfaj jeles amerikai képviselőjéről, O. Henry-ről nevezték el.
Az O. Henry-díj történetek az év legjobb olyan 20 novelláját magábafoglaló gyűjtemény, melyek amerikai vagy kanadai magazinokban jelentek meg angol nyelven. A gyűjteményből az első három helyet díjazzák külön.

## Története
A díjat először 1919-ben adták át. 2003-tól a sorozat szerkesztője kiválaszt 20 novellát, melyek később bekerülnek az O. Henry-díj történetek elnevezésű kötetbe. Ezek csak azokra vonatkoznak, melyek eredetileg angol nyelven íródtak és amerikai vagy kanadai magazinok adták ki őket. Minden évben három főt jelölnek ki a döntőbírának, akik kézzel írott formában kapják meg a húsz kiválasztott történetet, melyeken nem szerepel sem a szerző sem pedig a kiadó neve. A zsűri tagjai egymástól függetlenül választják ki legvégül a legjobbakat írásos értékelés mellett.
Az O. Henry-díj történetek célja továbbra is az, hogy erősítse a novella műfaját. A 2003-as évvel kezdődően a díjhoz kapcsolódó kötetet minden évben valamelyik híres észak-amerikai novellaíró tiszteletére ajánlják. 2007-ben Sherwood Anderson írót illette meg ez a kitüntetés.

## Díjazottak
Az alábbi listán csupán az első helyezettek vannak feltüntetve. A teljes lista megtalálható az O. Henry-díj weboldalán.
| 2014 | - Mark Haddon: "The Gun" in Granta - Kristen Iskandrian: "The Inheritors" in Tin House - Laura van den Berg: "Opa-locka" in The Southern Review |
| 2013 | - Deborah Eisenberg: "Your Duck Is My Duck" in Fence - Kelly Link: "The Summer People" in Tin House - Andrea Barrett: "The Particles" in Tin House |
| 2012 | - Yiyun Li: "Kindness" in A Public Space - Alice Munro: "Corrie" in The New Yorker |
| 2011 | - Lynn Freed: "Sunshine" - Matthew Neill Null: "Something You Can't Live Without" - Jim Shepard: "Your Fate Hurtles Down at You" |
| 2010 | - Daniyal Mueenuddin: "A Spoiled Man" in The New Yorker September 15, 2008 - James Lasdun: "Oh, Death" in The Paris Review as "The Hollow", Spring 2009 #188 - William Trevor: "The Woman of the House" in The New Yorker, December 15, 2008                |
| 2009 | - Graham Joyce: "An Ordinary Soldier of the Queen" in The Paris Review - Junot Díaz: "Wildwood" in The New Yorker |
| 2008 | - Alexi Zentner: "Touch" in Tin House - Alice Munro: "What Do You Want To Know For?" in The American Scholar - William Trevor: "Folie a Deux" in The New Yorker                                                                                             |
| 2007 | - Eddie Chuculate: "Galveston Bay, 1826", Manoa, 16. kötet, No. 2, 2004. téli kiadás http://www.hawaii.edu/mjournal/ Archiválva 2008. június 19-i dátummal a Wayback Machine-ben - William Trevor: "The Room", The New Yorker, 2005. május 16.              |
| 2006 | - Edward P. Jones: "Old Boys, Old Girls", The New Yorker, 2004. május 3. - Deborah Eisenberg: "Window", Tin House, 19. kiadás, 2004. tavaszi kiadás - Alice Munro: "Passion", The New Yorker, 2004. március 22.                                             |
| 2005 | - Ruth Prawer Jhabvala: "Refuge in London", Zoetrope, 7. kötet, No. 4, 2003. téli kiadás - Sherman Alexie: "What You Pawn I Will Redeem", The New Yorker, 2003. április 21. - Elizabeth Stuckey-French: "Mudlavia", The Atlantic Monthly, 2003. szeptember. |
| 2004 | - Nem jelent meg kiadás |
| 2003 | - Denis Johnson: "Train Dreams", Paris Review, 2002 nyári kiadás - A. S. Byatt: "The Thing in the Forest", The New Yorker, 2002. június 3. |
| 2002 | - Kevin Brockmeier: "The Ceiling” in Timothy McSweeney's Quarterly Concern, No. 7 |
| 2001 | - Mary Swan: "The Deep”, The Malahat Review, No. 131 |
| 2000 | - John Edgar Wideman: "Weight”, The Callaloo Journal, Vol. 22, No. 3 |
| 1999 | - Peter Baida: "A Nurse's Story”, The Gettysburg Review, Vol. 13, No. 3 |
| 1998 | - Lorrie Moore: "People Like That Are the Only People Here”, The New Yorker, 1997. január 27. |
| 1997 | - Mary Gordon: "City Life”, Ploughshares, Vol. 22, No. 1 |
| 1996 | - Stephen King: "A fekete öltönyös férfi" ("The Man in the Black Suit"), The New Yorker, 1994. október 31. |
| 1995 | - Cornelia Nixon: "The Women Come and Go”, New England Review, 1994. tavaszi kiadás |
| 1994 | - Alison Baker: "Better Be Ready 'Bout Half Past Eight”, The Atlantic Monthly, 1993. január. |
| 1993 | - Thom Jones: "The Pugilist at Rest”, The New Yorker, 1991. december 2. |
| 1992 | - Cynthia Ozick: "Puttermesser Paired”, The New Yorker, 1990. október 8. |
| 1991 | - John Updike: "A Sandstone Farmhouse”, The New Yorker, 1990. június 11. |
| 1990 | - Leo E. Litwak: "The Eleventh Edition”, TriQuarterly, No. 74, 1989 téli kiadás |
| 1989 | - Ernest J. Finney: "Peacocks”, The Sewanee Review, 1988 téli kiadás |
| 1988 | - Raymond Carver: "Errand”, The New Yorker, 1987. június 1. |
| 1987 | - Louise Erdrich: "Fleur”, Esquire, 1986. augusztus. - Joyce Johnson: "The Children's Wing”, Harper's Magazine, 1986. július. |
| 1986 | - Alice Walker: "Kindred Spirits”, Esquire, 1985. augusztus. |
| 1985 | - Stuart Dybek: "Hot Ice”, Antaeus - Jane Smiley: "Lily”, The Atlantic Monthly |
| 1984 | - Cynthia Ozick: "Rosa”, The New Yorker, 1983. március 21. - Gordon Lish: "For Jeromé—with Love and Kisses", "The Antioch Review", 1983, 1984. nyári kiadás                                                                                                 |
| 1983 | - Raymond Carver: "A Small, Good Thing”, Ploughshares, Vol. 8, Nos. 2 & 3 |
| 1982 | - Susan Kenney: "Facing Front”, Epoch, 1980 téli kiadás |
| 1981 | - Cynthia Ozick: "The Shawl”, The New Yorker, 1980. május 26. |
| 1980 | - Saul Bellow: "A Silver Dish”, The New Yorker, 1978. szeptember 25. |
| 1979 | - Gordon Weaver: "Getting Serious”, The Sewanee Review, 1977 őszi kiadás - Anne Leaton: "The Passion of Marco Z", Transatlantic Review, 55/56 |
| 1978 | - Woody Allen: "The Kugelmass Episode”, The New Yorker, 1977. május 2. |
| 1977 | - Shirley Hazzard: "A Long Story Short”, The New Yorker, 1976. július 26. - Ella Leffland: "Last Courtesies”, Harper's Magazine, 1976. július. |
| 1976 | - Harold Brodkey: "His Son in His Arms, in Light, Aloft”, Esquire, 1975. augusztus. |
| 1975 | - Harold Brodkey: "A Story in an Almost Classical Mode”, The New Yorker, 1973. szeptember 17. - Cynthia Ozick: "Usurpation (Other People's Stories)”, Esquire, 1974. május.                                                                                 |
| 1974 | - Renata Adler: "Brownstone”, The New Yorker, 1973. január 27. |
| 1973 | - Joyce Carol Oates: "The Dead”, McCall's, 1971. július. |
| 1972 | - John Batki: "Strange-Dreaming Charlie, Cow-Eyed Charlie”, The New Yorker, 1971. március 20. |
| 1971 | - Florence M Hecht: "Twin Bed Bridge”, The Atlantic Monthly, 1970. május. |
| 1970 | - Robert Hemenway: "The Girl Who Sang with the Beatles”, The New Yorker, 1969. január 11. |
| 1969 | - Bernard Malamud: "Man in the Drawer”, The Atlantic Monthly, 1968. április. |
| 1968 | - Eudora Welty: "The Demonstrators”, The New Yorker, 1966. november 26. |
| 1967 | - Joyce Carol Oates: "In the Region of Ice”, The Atlantic Monthly, 1966. augusztus. |
| 1966 | - John Updike: "The Bulgarian Poetess”, The New Yorker, 1965. március 13. |
| 1965 | - Flannery O’Connor: "Revelation”, The Sewanee Review, 1964 tavaszi kiadás |
| 1964 | - John Cheever: "The Embarkment for Cythera”, The New Yorker, 1962. november 3. |
| 1963 | - Flannery O’Connor: "Everything That Rises Must Converge”, New World Writing |
| 1962 | - Katherine Anne Porter: "Holiday”, The Atlantic Monthly, 1960. december. |
| 1961 | - Tillie Olsen: "Tell Me a Riddle”, New World Writing, No. 16 |
| 1960 | - Lawrence Sargent Hall: "The Ledge”, The Hudson Review, 1958-59 téli kiadás |
| 1959 | - Peter Taylor: "Venus, Cupid, Folly and Time”, The Kenyon Review |
| 1958 | - Martha Gellhorn: "In Sickness as in Health”, The Atlantic Monthly |
| 1957 | - Flannery O’Connor: "Greenleaf”, The Kenyon Review |
| 1956 | - John Cheever: "The Country Husband”, The New Yorker |
| 1955 | - Jean Stafford: "In the Zoo”, The New Yorker |
| 1954 | - Thomas Mabry: "The Indian Feather”, The Sewanee Review |
| 1951 | - Harris Downey: "The Hunters”, Epoch |
| 1950 | - Wallace Stegner: "The Blue-Winged Teal”, Harper's Magazine |
| 1949 | - William Faulkner: "A Courtship”, The Sewanee Review |
| 1948 | - Truman Capote: "Shut a Final Door”, The Atlantic Monthly |
| 1947 | - John Bell Clayton: "The White Circle”, Harper's Magazine |
| 1946 | - John Mayo Goss: "Bird Song”, The Atlantic Monthly |
| 1945 | - Walter Van Tilburg Clark: "The Wind and the Snow of Winter”, The Yale Review |
| 1944 | - Irwin Shaw: "Walking Wounded”, The New Yorker |
| 1943 | - Eudora Welty: "Livvie is Back”, The Atlantic Monthly |
| 1942 | - Eudora Welty: "The Wide Net”, Harper's Magazine |
| 1941 | - Kay Boyle: "Defeat”, The New Yorker |
| 1940 | - Stephen Vincent Benét: "Freedom's a Hard-Bought Thing”, The Saturday Evening Post |
| 1939 | - William Faulkner: "Barn Burning”, Harper's Magazine |
| 1938 | - Albert Maltz: "The Happiest Man on Earth”, Harper's Magazine |
| 1937 | - Stephen Vincent Benét: "The Devil and Daniel Webster”, The Saturday Evening Post |
| 1936 | - James Gould Cozzens: "Total Stranger”, The Saturday Evening Post, 1936. február 15. |
| 1935 | - Kay Boyle: "The White Horses of Vienna”, Harper's Magazine |
| 1934 | - Louis Paul: "No More Trouble for Jedwick”, Esquire |
| 1933 | - Marjorie Kinnan Rawlings: "Gal Young Un”, Harper's Magazine, 1932. június, július. |
| 1932 | - Stephen Vincent Benét: "An End to Dreams”, Pictorial Review, 1932. február. |
| 1931 | - Wilbur Daniel Steele: "Can't Cross Jordan by Myself”, Pictorial Review |
| 1930 | - W.R. Burnett: "Dressing-Up”, Harper's Magazine, 1929. november. - William H. John: "Neither Jew nor Greek”, Century Magazine, 1929. augusztus |
| 1929 | - Dorothy Parker: "Big Blonde”, Bookman Magazine, 1929. február. |
| 1928 | - Walter Duranty: "The Parrot”, Redbook, 1928. március. |
| 1927 | - Roark Bradford: "Child of God”, Harper's Magazine, 1927. április. |
| 1926 | - Wilbur Daniel Steele: "Bubbles”, Harper's Magazine |
| 1925 | - Julian Street: "Mr. Bisbee's Princess”, Redbook, 1925. május. |
| 1924 | - Inez Haynes Irwin: "The Spring Flight”, McCall's, 1924. június. |
| 1923 | - Edgar Valentine Smith: "Prelude”, Harper's Magazine, 1923. május. |
| 1922 | - Irvin S. Cobb: "Snake Doctor”, Cosmopolitan, 1922. november. |
| 1921 | - Edison Marshall: "The Heart of Little Shikara”, Everybody's Magazine, 1921. január. |
| 1920 | - Maxwell Struthers Burt: "Each in His Generation”, Scribner's Magazine, 1920. július. |
| 1919 | - Margaret Prescott Montague: "England to America”, The Atlantic Monthly, 1918. szeptember. |

## Lásd még
- Irodalmi díjak listája
- Az Amerikai Egyesült Államok irodalma

## Külső hivatkozások
- A díjazottak teljes listája (1919-1999)